# Kanton Vendôme-2
Kanton Vendôme-2 (francouzsky Canton de Vendôme-2) je francouzský kanton v departementu Loir-et-Cher v regionu Centre-Val de Loire. Tvoří ho osm obcí.

## Obce kantonu
- Areines
- Marcilly-en-Beauce
- Meslay
- Sainte-Anne
- Saint-Ouen
- Vendôme (část)
- Villerable
- Villiersfaux